# Джейк Пол — Майк Тайсон
Джейк Пол — Майк Тайсон — профессиональный боксёрский поединок между блогером, ставшим профессиональным боксёром, Джейком Полом, и бывшим абсолютным чемпионом мира в тяжелом весе, Майком Тайсоном. Бой состоялся 15 ноября 2024 года на стадионе AT&T в Арлингтоне (Техас, США) и транслировался на платформе Netflix по всему миру. Джейк Пол одержал победу единогласным решением судей.
Изначально бой был запланирован на 20 июля 2024 года, но был перенесен из-за обострения язвенной болезни у Тайсона, произошедшего на борту самолета.

## Предыстория
3 ноября 2023 года сообщалось, что Netflix рассматривает возможность трансляции боксёрского поединка с участием Джейка Пола на своей платформе.
7 марта 2024 года Netflix и компания Most Valuable Promotions объявили о партнерстве для проведения мероприятия, главным событием которого станет поединок Джейка Пола против бывшего абсолютного чемпиона мира в тяжелом весе Майка Тайсона. Бой был назначен на 20 июля и должен был состояться на стадионе AT&T в Арлингтоне, штат Техас.
2 апреля Тайсон подтвердил, что на тот момент бой был санкционирован как выставочный поединок.
10 апреля Пол сообщил, что они подадут запрос в Программу боевых видов спорта Техаса на санкционирование боя как профессионального.
29 апреля Департамент лицензирования и регулирования штата Техас подтвердил, что запрос был одобрен, и бой получил статус профессионального поединка.
31 мая Netflix объявил, что мероприятие было отложено из-за обострения язвенной болезни у Майка Тайсона, которое произошло при посадке на самолет.
Джейк Пол обратился к своему сопернику и коллеге, блогеру и профессиональному боксёру KSI, через платформу X (ранее известную как Twitter) с предложением заменить Тайсона.
KSI ответил отказом, сославшись на запланированный бой в августе.
7 июня Netflix подтвердил, что мероприятие было перенесено на 15 ноября.